# Montanha Blackhead (Nova Iorque)
Blackhead é uma montanha localizada no condado de Greene, em Nova York . A montanha faz parte da cordilheira Blackhead das montanhas Catskill . Blackhead é flanqueado a nordeste pelo Black Dome e Acra Point está localizado ao norte. 

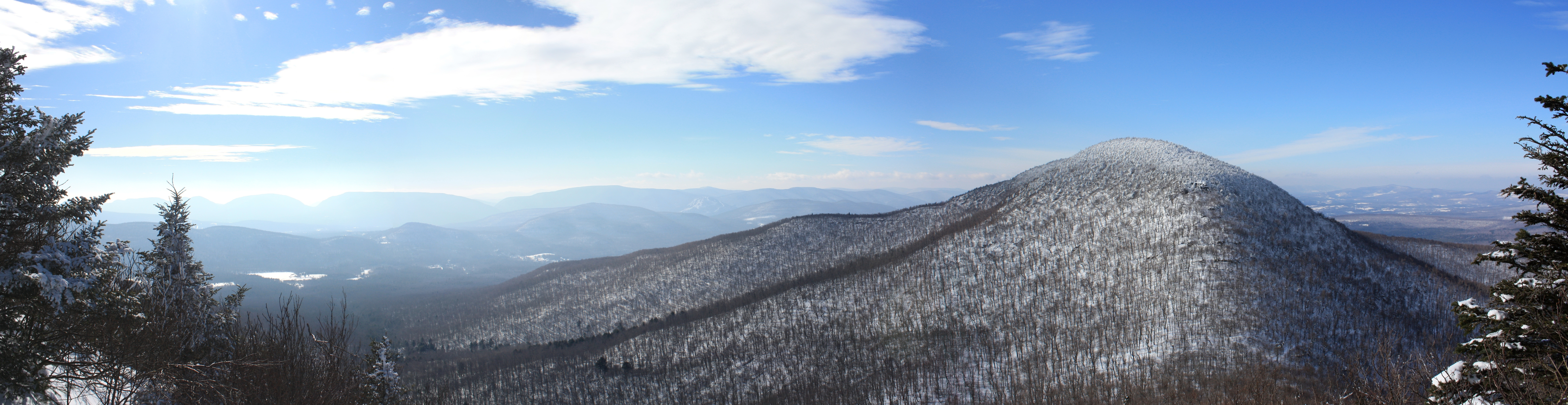
Uma vista panorâmica da montanha Blackhead. O pico proeminente em primeiro plano é Black Dome.

Blackhead fica dentro da bacia hidrográfica do Rio Hudson, que deságua na Baía de Nova York . O lado sudoeste de Blackhead drena para East Kill, daí para Schoharie Creek, o rio Mohawk e o rio Hudson. O lado norte de Blackhead drena para as cabeceiras de Batavia Kill, e daí para Schoharie Creek. O lado leste de Blackhead drena para Trout Brook, daí para Shingle Kill, Catskill Creek e o Rio Hudson. 

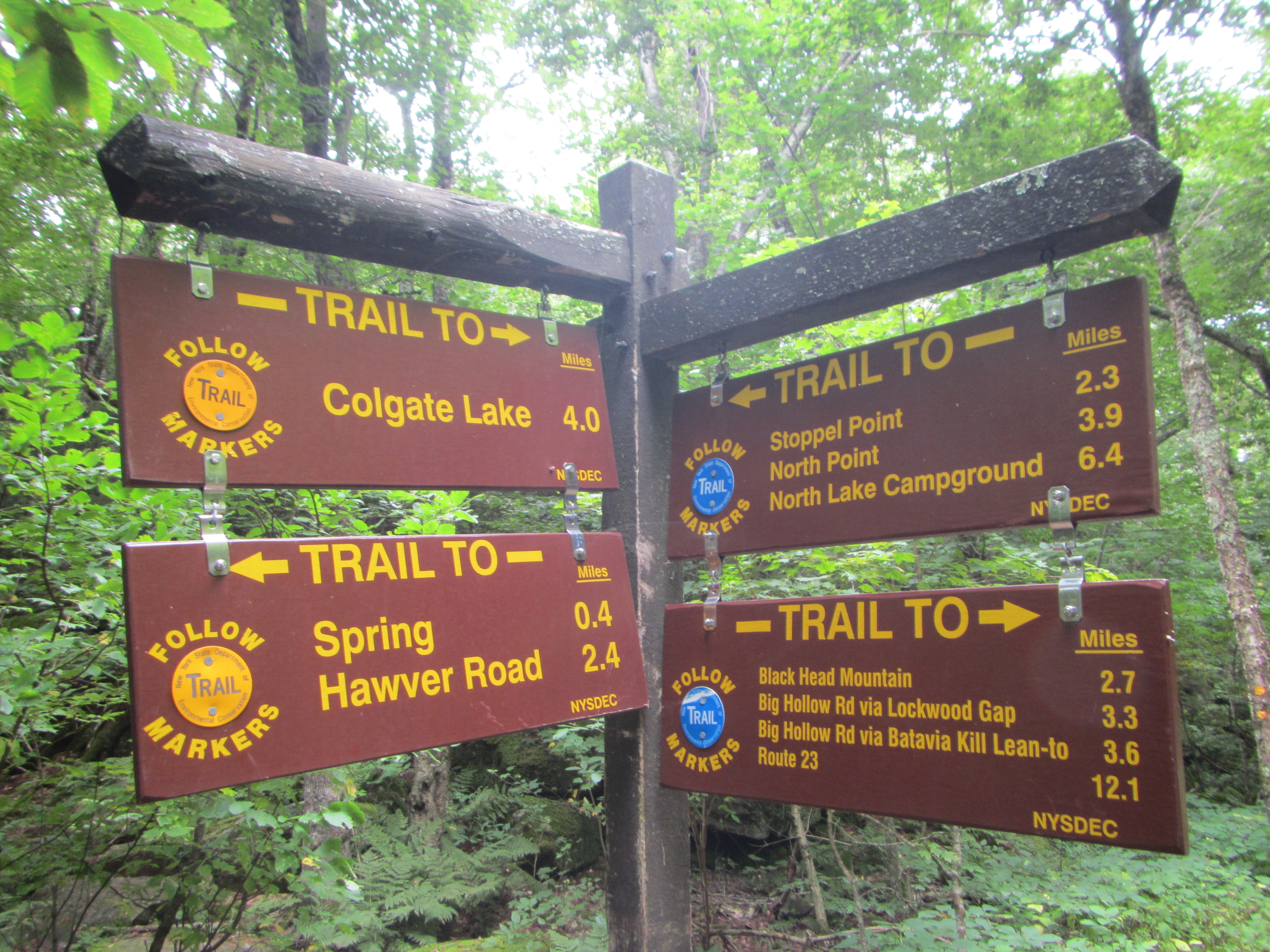
Junção de trilha em caminhada para Blackhead

Blackhead está dentro do Parque Catskill de Nova York. The Long Path, uma 350
-milha (560 km)   trilha de caminhada de longa distância de Nova York a Albany, é contígua com a Trilha Escarpment .